# Bahnhof Poznań Główny

Poznań Główny ist der Hauptbahnhof der polnischen Stadt Poznań (Posen). Er ist einer der größten Bahnhöfe in Polen sowie der größte Bahnhof der Woiwodschaft Großpolen.

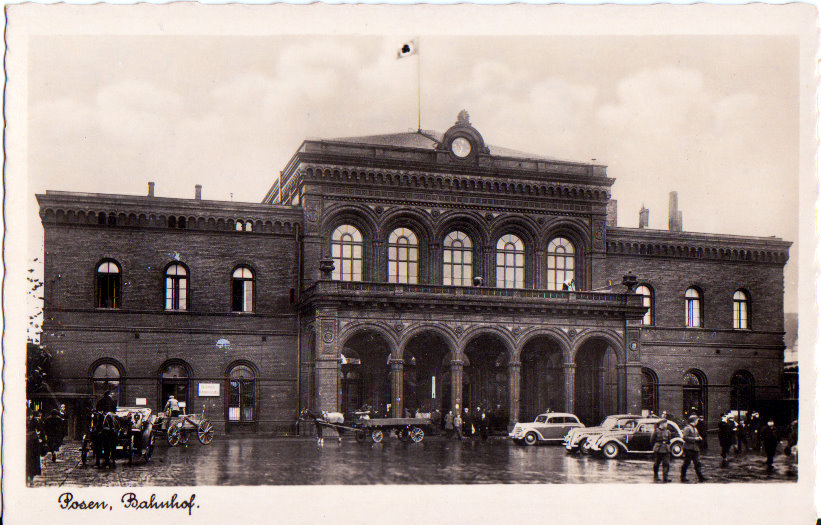
Bahnhofsgebäude in den 1940er Jahren

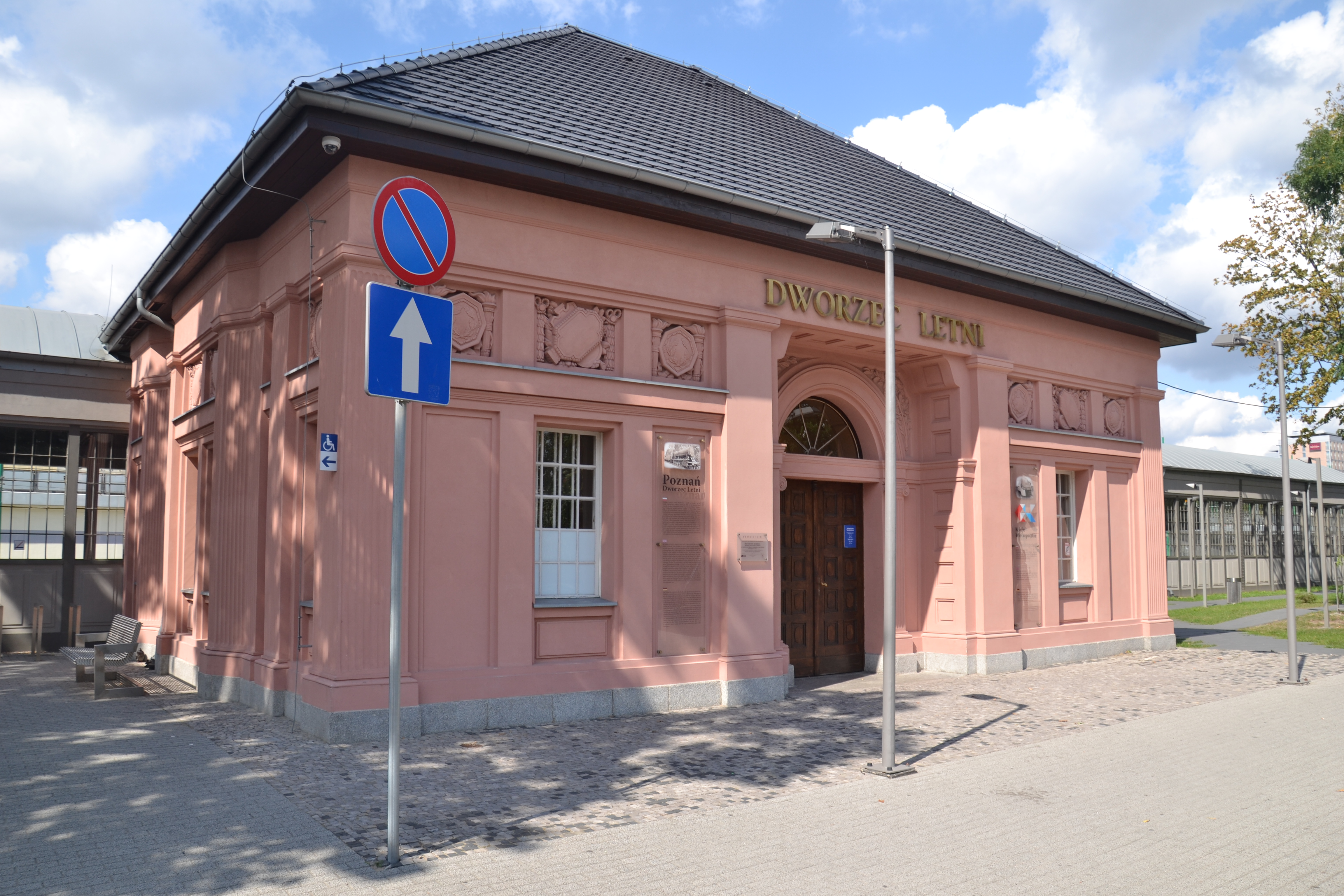
Dworzec Letni (Kaiserbahnhof)

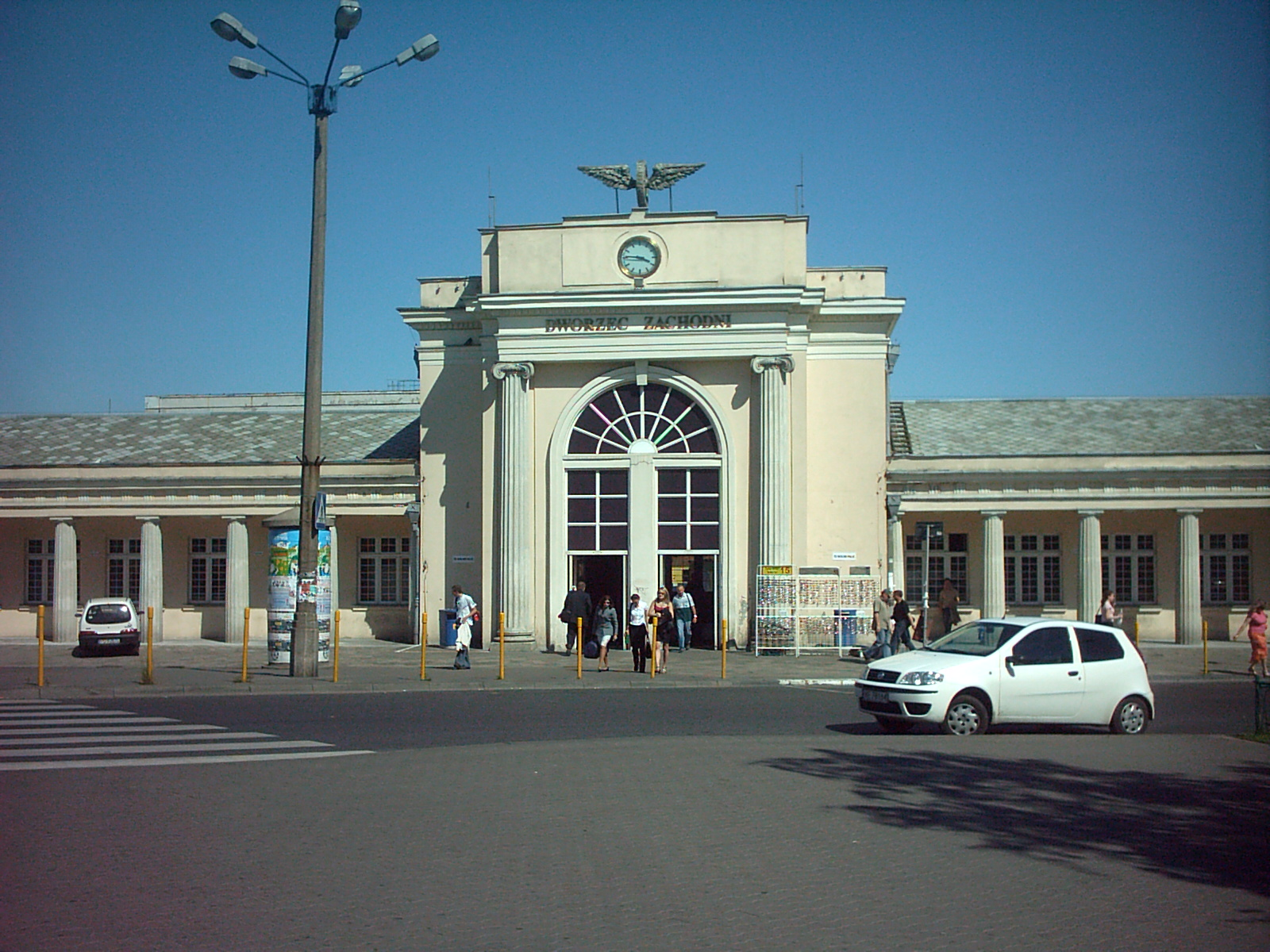
Dworzec Zachodni (Westbahnhof)

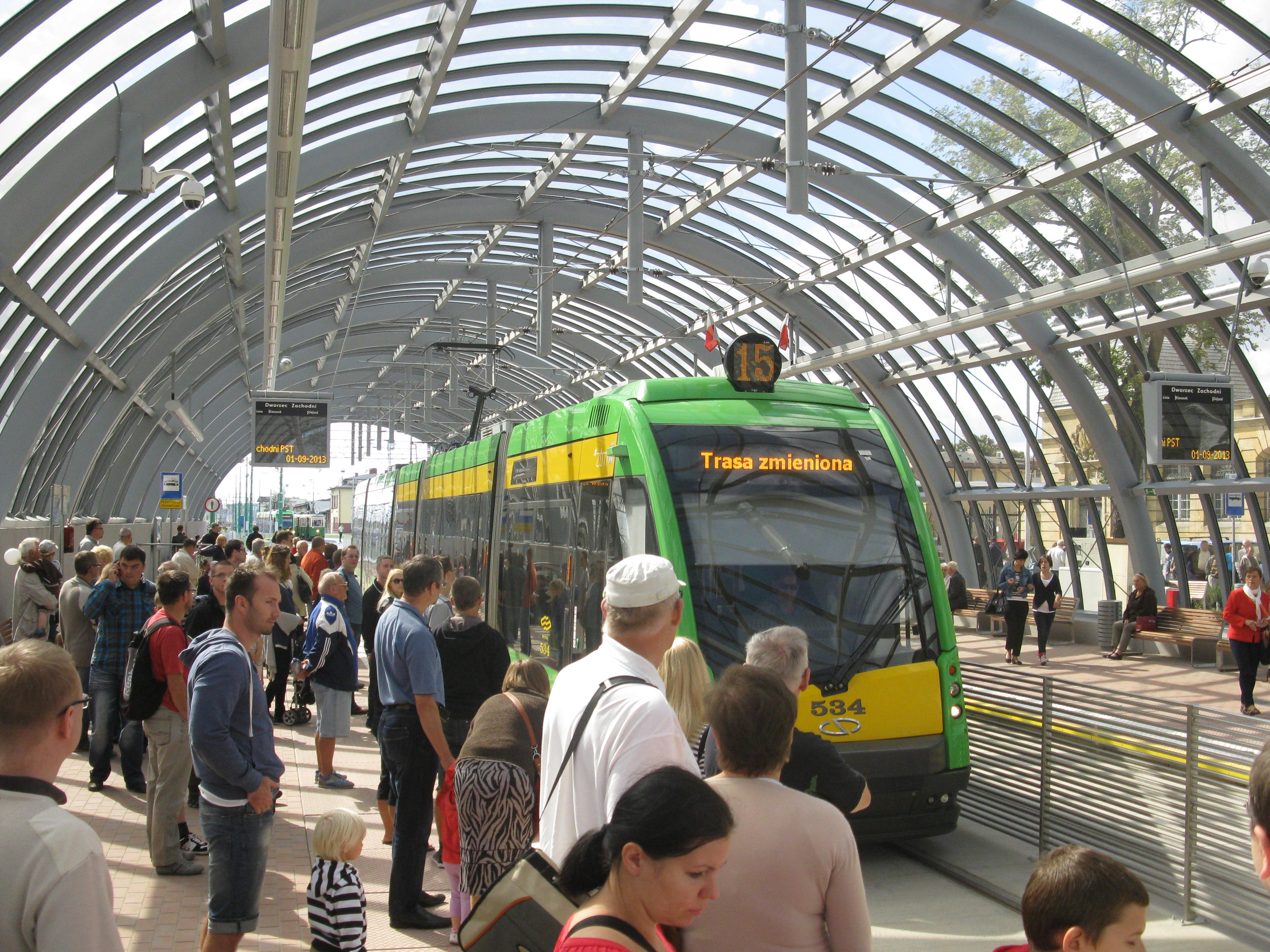
Haltestelle einer Express-Straßenbahnlinie

## Geschichte

### Erste Bahnhofsgebäude
Die Planung des Gebäudes wurde 1870 begonnen und der eigentliche Bau dauerte von 1874 bis zum 16. November 1879 (der Innenausbau im Zusammenhang mit der Fertigstellung wurde bis 1906 durchgeführt).  Er wurde auf der Achse einer breiten Zufahrtsstraße (heutige Dworcowastraße) aus einer Eisenbahnkaponniere (heute Rondo Kaponiera) angelegt. Er bestand aus einem nördlichen Frontflügel mit einer zentral gelegenen Halle und einer Gruppe von Flügel im Süden, die von zwei Innenhöfen flankiert waren. Die Erhebungen waren mit roten Ziegelsteinen verkleidet.
Das Gebäude ist eine Art Durchgangsstation und befindet sich zentral bezogen auf die Gleise mit Bahnsteigen im Osten (in der Reihenfolge der Bahnsteige 1, 1a, 2, 2a und 3) und der Westfassade des Gebäudes (Bahnsteige 4, 4a und 4b, 5, 6 und 7). Es ist mit den Bahnsteigen durch eine unterirdische Passage verbunden.
Der Bahnhof wurde im Jahr 1929, vor der Allgemeinen Nationalausstellung (Powszechna Wystawa Krajowa w Poznaniu), renoviert.  Während der deutschen Besetzung 1939–1945 wurde aus strategischen Gründen zusätzlich die Südumgehung des Bahnhofs Poznań Główny gebaut (Górczyn-Dębiec-Starołęka-Franowo-Swarzędz). Zur gleichen Zeit wurden im Rahmen des Flugabwehrschutzes eine Reihe von Luftschutzbunkern entlang der Dworcowastraße gebaut. Am 9. April 1944 wurde die Bahnstation von den Alliierten bombardiert, was zum Tod von 47 Polen und 35 Zivilisten deutscher Nationalität führte (Verluste unter uniformierten Personen wurden nicht bekannt gegeben). Eine erneute Bombardierung fand am 29. Mai 1944 sowie während der Schlacht um Posen im Jahr 1945 statt.
Nach dem Krieg wurde die zerstörte Bahnstation 1946–1949 wieder aufgebaut. Während des Wiederaufbaus veränderte sich die Fassade des Gebäudes am stärksten. Sie erhielt klassizistische Merkmale.
In den Jahren 1945 bis 1950 wurde der Bahnhof als strategisch wichtigster Umschlagplatz für die Repatrianten aus dem östlichen Grenzland  (Kresy) in Richtung Westen genutzt.
In den Jahren 1961–1976 erfolgte ein weiterer Umbau, durch die das Gebäude einen moderneren Baustil erhielt.
Am 25. Oktober 2013, dem Eröffnungstag des Einkaufszentrums Poznań City Center am neuen Bahnhof, wurde das alte Bahnhofsgebäude geschlossen.

### Neues Bahnhofsgebäude
Im Jahr 2009 unterzeichnete die PKP S.A einen Vertrag mit einem ungarischen Bauunternehmer über den Bau eines integrierten Kommunikationszentrums in Posen im Wert von 160 Mio. EUR. Ein neuer Bahnhof nebst Busbahnhof sowie Einkaufszentrum und ein 3-stöckiger Parkplatz für 1 500 Fahrzeuge wurden unter einem Dach gebaut. Die gesamte Baukomplex wurde am 29. Mai 2012 vom Präsidenten der Republik Polen Bronisław Komorowski offiziell eröffnet. Das Gebäude hat eine Fläche von 7.000 m² und befindet sich über den Bahnsteigen  1, 2, 3, parallel zur Dworcowy Brücke.
Der Bau des neuen Bahnhofs war auch mit Blick auf die Organisation der Fußball-Europameisterschaft 2012 in Posen realisiert worden.

### Dworzec Letni
Das daneben vorhandene Gebäude war ursprünglich unter dem Namen Kaiserbahnhof im Jahr 1903 als privater Luxusbahnhof speziell für Kaiser Wilhelm II. erbaut worden. Später wurde dieser  Gebäudeteil durch einen Pavillon und eine offene Halle mit einem zylindrischen Dach ergänzt.
Ignacy Paderewski traf am 26. Dezember 1918 im Kaiserbahnhof ein, von wo aus er seinen Besuch in Posen begann, durch den es zum Ausbruch des Großpolnischen Aufstandes kam.
In der Zeit der Zweiten Polnischen Republik diente der Bahnhof weiterhin offiziellen Zwecken und wurde unter anderem vom Staatschef Józef Piłsudski und dem polnischen Präsidenten Stanisław Wojciechowski genutzt.
In den Jahren 2010–2011 wurde das Gebäude umfassend saniert und am 30. August 2011 wieder in Betrieb genommen. Zurzeit befindet sich der Bahnsteig 4b daneben.

### Dworzec Zachodni
Im Jahre 1904 wurde am Eingang des Tunnels zu den Bahnsteigen von der Głogowskastraße ein kleines Gebäude der Dworzec Łazarski gebaut. Dieses Gebäude wurde 1927 abgerissen und an seiner Stelle, im Zusammenhang mit den Vorbereitungen für Allgemeinen Nationalausstellung, das heutige Gebäude nach dem Entwurf von Władysław Czarnecki errichtet. Im Jahr 1978 wurde der Bahnhof als ein Denkmal betrachtet.

## Verkehrsanbindung
Der Bahnhof ist durch viele Straßenbahn- und Buslinien der Posener Verkehrsbetriebe erreichbar. Am 1. September 2013 wurde die Verlängerung eine Express-Straßenbahnlinie eröffnet. Die Haltestelle befindet sich am Westbahnhof (Dworzec Zachodni) auf Bahnsteig 7.